# Jaskinia Mamucia
Jaskinia Mamucia (ang. Mammoth Cave) – najdłuższa jaskinia świata. Znajduje się w Stanach Zjednoczonych, w stanie Kentucky. Łączna długość jej korytarzy wynosi ponad 651 km. Jaskinia leży na terenie Parku Narodowego Jaskini Mamuciej.
Na dnie jednego z szybów znajduje się jezioro, a systemy korytarzy przecinają dwie rzeki. Żyje tam ponad 200 gatunków zwierząt m.in. nietoperze i ślepczyki jaskiniowe.